# Keith Andrews (voetballer)
Keith Andrews (Dublin, 13 september 1980) is een Iers Voetbaltrainer en voormalig voetballer die als verdedigende middenvelder speelde. Andrews staat sinds juni 2025 onder contract bij Brentford FC als hoofdtrainer

## Clubcarrière
Andrews begon in 1999 bij Wolverhampton Wanderers FC dat hem meermaals verhuurde. Na een seizoen Hull City AFC speelde hij twee seizoenen bij Milton Keynes Dons FC. Van 2008 tot 2012 speelde hij voor Blackburn Rovers FC dat hem ook verhuurde aan Ipswich Town FC. Vanaf 2012 stond hij onder contract bij Bolton Wanderers FC dat hem in het seizoen 2013/14 verhuurde aan Brighton & Hove Albion FC. Hierna werd Andrews verhuurd aan Watford en Milton Keynes Dons. In 2015 beëindigde hij zijn loopbaan.

## Interlandcarrière
Op 19 november 2008 debuteerde Andrews in het Iers voetbalelftal in een vriendschappelijke wedstrijd tegen Polen. Hij maakte deel uit van de selectie voor het Europees kampioenschap voetbal 2012.